# Goscelin
Goscelin de Saint-Bertin ou de Cantorbéry est un moine bénédictin né entre 1020 et 1035 et mort après 1107. Il est l'auteur de nombreuses hagiographies.

## Biographie
Vers 1058, Goscelin quitte l'abbaye Saint-Bertin de Saint-Omer pour se rendre en Angleterre aux côtés de l'évêque Herman de Ramsbury. C'est sous le patronage d'Herman, devenu évêque de Salisbury, qu'il rédige ses premières vitæ.
Après la mort d'Herman (1078), Goscelin quitte le Wiltshire, peut-être en raison d'un différend avec le nouvel évêque Osmond de Sées. Il passe la décennie suivante entre divers lieux de prière, notamment Barking, Ramsey et Ely, avant de se fixer vers 1089 à l'abbaye Saint-Augustin de Cantorbéry. Il ne cesse pas d'écrire des vitæ et compose également des musiques liturgiques à Cantorbéry. Il meurt à une date inconnue après 1107.

## Œuvres
La liste des vitæ de Goscelin n'est pas définitivement établie. Il est certainement l'auteur de vies de :
- Amalberge de Tamise ;
- Édith de Wilton ;
- Wulfsige de Sherborne ;
- Eadwold de Cerne ;
- Kenelm
- Ivo de Ramsey (en) ;
- les saintes d'Ely Æthelthryth (perdue), Wihtburge, Sexburge, Eormenhild et Werburge ;
- les saintes de Barking Wulfhild, Æthelburh et Hildelith ;
- Milburge ;
- Mildrith ;
- les premiers archevêques de Cantorbéry : Augustin, Laurent, Mellitus, Juste, Honorius, Deusdedit et Théodore ;
- l'abbé Adrien de Cantorbéry.